# Capanna Dötra
La capanna Dötra è un rifugio alpino situato nel territorio dell'ex comune di Olivone, nel Canton Ticino, nella valle del Lucomagno, nelle Alpi Lepontine, a 1.748 m s.l.m.

## Storia
Fu inaugurata nel 1937, migliorata nel 1955, e completamente ristrutturata nel 1987.

## Caratteristiche e informazioni
La capanna è disposta su un piano superiore e due piani sotterranei, con refettorio unico per un totale di 45 posti. In assenza del guardiano sono a disposizione piani di cottura sia a legna che a gas, completi di utensili di cucina. I servizi igienici e l'acqua corrente sono all'interno dell'edificio. Il riscaldamento è a legna. L'illuminazione è prodotta da pannelli solari. I posti letto sono suddivisi in 3 stanze.

## Accessi
- In auto sino alla capanna
- Camperio 1.300 m - Camperio è raggiungibile anche con i mezzi pubblici. - Tempo di percorrenza: 1,15 ore - Dislivello: 450 metri  - Difficoltà: T1
- Campra 1.412 m  - Campra è raggiungibile anche con i mezzi pubblici. - Tempo di percorrenza: 1 ora - Dislivello: 350 metri  - Difficoltà: T2
- Campo Blenio 1.216 m - Campo Blenio è raggiungibile anche con i mezzi pubblici. - Tempo di percorrenza: 3,15 ore - Dislivello: 600 metri  - Difficoltà: T2.

## Ascensioni
- Pizzo Rossetto (2.099 m) - Tempo di percorrenza: 1,45 ore - Dislivello: 400 metri  - Difficoltà: T3.

## Traversate
- Capanna Bovarina 2,30 ore
- Capanna Cadagno 3 ore
- Capanna Gorda 3 ore
- Capanna Piandios 4 ore
- Capanna Cadlimo 5 ore